# Doseone
Pour les articles homonymes, voir Drucker.
Doseone, de son vrai nom Adam Drucker, né le 21 avril 1977, est un rappeur, chanteur et producteur américain. Il est l'un des fondateurs du label anticon.. Avec Jel, il forme le duo Themselves. Il a également été membre des groupes Deep Puddle Dynamics, Greenthink, Clouddead, Subtle et 13 & God.

## Biographie
Drucker est connu pour ses nombreuses collaborations avec des membres du label anticon. Il a également travaillé avec de nombreux artistes parmi lesquels Mr. Dibbs, Aesop Rock, Slug, Sole, Alias, Odd Nosdam, Why?, Fog, Boom Bip, The Notwist, Mike Patton ou encore TTC. Il est aussi l'auteur de plusieurs albums solo, dont un de spoken word, intitulé Soft Skulls, et un autre, The Pelt, comprenant un CD et un livre de poésie. Doseone est également un artiste : il a travaillé sur les pochettes de nombre de ses albums ainsi que sur celle de l'album de Jel, Soft Money, en 2006. Il s'est aussi essayé à l'animation, participant à la série NOTGarfield qui met en scène les personnages de la bande dessinée Garfield dans des situations surréalistes dada.
Drucker est né à Napa, dans l'Idaho,. Il passe sa jeunesse à Philadelphie et dans le New Jersey essayant de perfectionner son chant. Cependant, après son arrivée à Cincinnati, il commence à se concentrer sur la poésie et sur la manière dont il pourrait l'inclure dans sa musique. Au début de sa carrière, en 1997, Doseone participe à une battle freestyle avec Eminem, alors inconnu, lors du festival Scribble Jam. Il auto-produit et publie son premier album, Hemispheres, en 1998, puis commence à enregistrer avec le groupe Deep Puddle Dynamics aux côtés de Jel, Slug d'Atmosphere, et Sole et Alias des Live Poets, leur premier album, The Taste of Rain...Why Kneel ?.
En mai 2012, Doseone annonce son huitième album solo, G Is For Deep prévu pour le 29 mai 2012 au label anticon.. L'album fait participer Deep Puddle Dynamics, cLOUDDEAD, et Themselves, entre autres. L'album est accueilli d'une manière mitigée. New Musical Express considère l'album « différent » et « gâché par la voix de Doseone. » En juin 2012, il est annoncé que la chaîne Adult Swim a commandé un pilote d'une série d'animation intitulée Mars Safari dans laquelle la bande originale sera réalisée par Doseone et Jel. Doseone devrait également prêter sa voix, aux côtés de Steve Little et de Carl Weathers, au personnage Emilio. À la fin de 2013, Doseone participe à deux concerts fêtant les quinze ans d'anticon. aux côtés d'anciens et nouveaux artistes du label.
En août 2015, il fonde un nouveau groupe expérimental nommé Nevermen, aux côtés de Mike Patton du groupe Faith No More, et Tunde Adebimpe de TV on the Radio.

## Style musical
Doseone est connu pour sa voix aiguë et haut perchée et son rap polyrythmique et rapide. Ses paroles abordent des sujets comme l'enfance, la nature mais aussi la vie américaine. Sur scène, il chante, rappe et joue également du synthétiseur, des claviers ou utilise un échantillonneur.
Un personnage récurrent apparaît dans une grande partie de son travail : il s'agit d'un homme du nom de Hour Hero Yes. Il est mentionné dans la chanson Ghostwork de 13 & God, aussi bien que dans les albums du groupe Subtle. Les pochettes de disques et vidéos suggèrent que Hour Hero Yes est un homme chauve dont le visage est rayé de noir et de blanc. Lors des concerts de Subtle, ce personnage est représenté par un buste qui est la pièce maîtresse de la scène. Sur la couverture de For Hero: Pour Fool, il apparaît portant un uniforme militaire ancien, les cheveux représentés par des flammes.

## Discographie

### Albums studio
- 1998 : Hemispheres
- 1999 : Slowdeath
- 2003 : The Pelt
- 2005 : Ha
- 2007 : Soft Skulls
- 2007 : Skeleton Repelent
- 2009 : Be Evil
- 2012 : G Is for Deep

### Albums collaboratifs
- 1998 : It's Not Easy Being... (avec Greenthink)
- 1999 : Blindfold (avec Greenthink)
- 1999 : Joyful Toy of a 1001 Faces (avec Themselves)
- 1999 : Them (avec Themselves)
- 1999 : Rainmen (avec Deep Puddle Dynamics)
- 1999 : The Taste of Rain... Why Kneel? (avec Deep Puddle Dynamics)
- 2000 : Circle (avec Boom Bip)
- 2000 : Apt. A (avec cLOUDDEAD)
- 2000 : And All You Can Do is Laugh (avec cLOUDDEAD)
- 2001 : I Promise Never to Get Paint on My Glasses Again (avec cLOUDDEAD)
- 2001 : JimmyBreeze (avec cLOUDDEAD)
- 2001 : (Cloud Dead Number Five) (avec cLOUDDEAD)
- 2001 : Bike (avec cLOUDDEAD)
- 2001 : Clouddead (avec cLOUDDEAD)
- 2001 : The Peel Session (avec cLOUDDEAD)
- 2002 : We Ain't Fessin' (Double Quotes) (avec Deep Puddle Dynamics)
- 2002 : This About the City Too... (avec Themselves)
- 2002 : The No Music (avec Themselves)
- 2002 : The Sound of a Handshake b/w This About the City (avec cLOUDDEAD)
- 2002 : Summer (avec Subtle)
- 2002 : Autumn (avec Subtle)
- 2002 : Winter (avec Subtle)
- 2003 : The No Music of AIFFS (avec Themselves)
- 2003 : Live (avec Themselves)
- 2003 : Spring (avec Subtle)
- 2004 : P.U.S.H. (avec Themselves)
- 2004 : Ten (aveccLOUDDEAD)
- 2004 : F.K.O. (avec Subtle)
- 2004 : The Long Vein of the Law (avec Subtle)
- 2004 : A New White (avec Subtle)
- 2004 : Earthsick (avec Subtle)
- 2005 : Live II (avec Themselves)
- 2005 : Men of Station (avec 13 & God)
- 2005 : 13 & God (avec 13 & God)
- 2006 : Wishingbone (avec Subtle)
- 2006 : The Mercury Craze (avec Subtle)
- 2006 : For Hero: For Fool (avec Subtle)
- 2007 : Yell&Ice (avec Subtle)
- 2008 : ExitingARM (avec Subtle)
- 200] : Live in Japan (avec 13 & God)
- 2008 : WASHERE (avec Subtle)
- 2009 : The Free Houdiniéé (avec Themselves)
- 2009 : CrownsDownéé (avec Themselves)
- 2010 : CrownsDown and Company
- 2011 : Oldage (avec 13 & God)
- 2011 : Own Your Ghost (avec 13 & God)